# Kancheepuram (distrikt)
Kancheepuram är ett distrikt i Indien.   Det ligger i delstaten Tamil Nadu, i den södra delen av landet, 1 800 km söder om huvudstaden New Delhi. Antalet invånare är 3 998 252.
Följande samhällen finns i Kancheepuram:
- Āvadi
- Pallāvaram
- Kanchipuram
- Alandur
- Chengalpattu
- Poonamalle
- Saint Thomas Mount
- Gūduvāncheri
- Perungudi
- Madurāntakam
- Uttiramerūr
- Injambakkam
- Tinnanūr
- Mannūr
- Srīperumbūdūr
- Madambakkam
- Madipakkam
- Neelankarai
- Sholinganallur
- Palavakkam
- Vandalūr
- Māmallapuram
- Karumbākkam
- Cheyyur
- Wallajahbad
- Nandambakkam
- Manappakkam
- Nandambakkam
- Singapperumālkovil
- Vengavasal
- Kavanur